# Seaforth, Ontario
Seaforth är en ort i Kanada.   Den ligger i provinsen Ontario, i den sydöstra delen av landet, 500 km väster om huvudstaden Ottawa. Seaforth ligger 308 meter över havet och antalet invånare är 2 300.
Terrängen runt Seaforth är platt, och sluttar västerut. Närmaste större samhälle är Huron East, 10,9 km nordost om Seaforth. 
Trakten runt Seaforth består till största delen av jordbruksmark. Runt Seaforth är det mycket glesbefolkat, med 6 invånare per kvadratkilometer.